# Flugplatz Wiener Neustadt/West

i7
i11
i13
Der Militärflugplatz Flugplatz Wiener Neustadt/West (ICAO-Code: LOXN) liegt nordwestlich der Stadt Wiener Neustadt in Niederösterreich. Er ist Standort von mehr als 20 Flugvereinen und -schulen. Der Flugplatz ist der größte Naturflugplatz (d. h. keine befestigten Pisten) Europas. Er ist Zentrum des Segelflug- und Fallschirmsprungsportes in Österreich. Auf dem Flugplatz gibt es sechs Graspisten, die längste misst 1620 m.

## Geschichte
Das Wiener Neustädter Flugfeld, heute der Militärflugplatz Wiener Neustadt mit dem ICAO-Code LOXN, war der erste Flugplatz in Österreich-Ungarn. Noch bevor das erste Motorflugzeug in Österreich existierte, wurde der Flugplatz errichtet.
Am 11. Juni 1909 wurde vom Wiener Neustädter Stadtrat folgendes beschlossen: Zum Zwecke der Förderung des mechanischen Flugwesens erbaut die Stadtgemeinde auf einem der am Steinfelde an der Wöllersdorferstraße gelegenen Grundstücke eine Aeroplan-Halle um den Betrag von beiläufig 2500 Kronen, stellt die in dieser Gegend liegenden Grundstücke zu Flugversuchszwecken den Mietern der Halle zur Verfügung und gestattet anderen Interessenten, ähnliche Hallen zu erbauen. Es wurden noch keine Pisten im heutigen Sinne errichtet, sondern eine 5 km² große Wiese geebnet.
Am 17. November 1909 wurde das Areal zum Flugplatz erklärt. In drei Hangars wurden die ersten K.u.k Militärflugzeuge untergebracht. Bereits im Jahr 1910 wurden drei Flugbewerbe abgehalten, denen Kaiser Franz Joseph zum Teil beiwohnte. Auch das Luftschiff Parseval landete am Wiener Neustädter Flugfeld. 1911 wurden einige Etrich Tauben als Schulflugzeuge angeschafft, mit denen 16 Feldpiloten ausgebildet wurden. 1913 wurde das gesamte Flugfeld vom Militär gemietet.
Durch den Ersten Weltkrieg gewann das Flugfeld an strategischer Bedeutung. Im Jahr 1915 wurde hier die Oesterreichische Flugzeugfabrik AG (Oeffag) gegründet, die im Laufe des Krieges die Oeffag C I und C II Kampfflugzeuge, Seeflugzeuge und die Jagdflugzeuge Albatros D II und III erzeugten.
Nach dem Vertrag von Saint-Germain musste auf Befehl der Alliierten alles zerstört werden. Unter anderen waren es einige hundert Flugzeuge und einige tausend Flugzeugmotoren sowie die Hallen und Werkstätten der Oeffag. Damit wurde das Flugfeld bedeutungslos.
Im Jahr 1929 wurde das Gelände jedoch wieder als Außenlandeplatz der Fliegerschule Graz verwendet. 1934 begann ein neuer Aufstieg mit der Stationierung einer Akademiestaffel der Militärakademie in der nicht zerstörten Kaserne, die während des Ersten Weltkriegs als Kaiser Karl-Fliegerkaserne erbaut wurde. 1936 kaufte das Verteidigungsministerium das Areal mit der Kaserne und errichtete einen nicht öffentlichen Flugplatz. Es wurden einige Staffeln, die teilweise mit Fiat CR 32 Jagdflugzeugen ausgerüstet waren, hier stationiert. Neubauten wie Hangars, Werkstätten und ein Tower machten Wiener Neustadt neuerlich zum Zentrum der österreichischen Fliegerei. Bei den Militärweltmeisterschaften 1937 erreichte eine in Wiener Neustadt stationierte Kunstflugstaffel den zweiten Platz.
Nach dem Anschluss wurden auch die österreichischen Luftstreitkräfte der deutschen Luftwaffe eingegliedert und der Flugplatz rasch stark erweitert. Vor Kriegsbeginn lag hier der Stab und die I. Gruppe des Kampfgeschwaders 76. Der Flugplatz im sicheren Hinterland war bedeutend im Balkanfeldzug, aber auch für das in Wiener Neustadt errichtete Flugzeugwerk von Messerschmitt. Am 7. April 1941 soll ein jugoslawisches Bombenflugzeug vom Typ Bristol Blenheim den Flugplatz aus Vergeltung für den Angriff auf Jugoslawien angegriffen haben. Die Maschine wurde dabei von der Flugabwehr so schwer beschädigt, dass sie 40 Kilometer weiter südlich bei Markt Allhau notlanden musste.
Am 13. August 1943 erfolgte von Tunesien aus die erste Bombardierung des Flugfeldes sowie der nahe gelegenen Stadt. Aus bis zu 100 Flugzeugen bestanden die Angriffswellen, die die gesamte Umgebung zerstörten. Während bei diesem ersten Angriff die Verteidigung vollständig überrascht wurde, erlitten die amerikanischen Angreifer bei ihrem zweiten Angriff am 1. Oktober 1943 empfindliche Verluste. Der Flugbetrieb ging jedoch trotz der großen Schäden bis März 1945 weiter. Erst die Bodentruppen der Roten Armee nahmen Anfang April das Gelände ein.
siehe auch: Luftangriffe auf Wiener Neustadt
Die folgende Tabelle zeigt eine Auflistung ausgesuchter fliegender aktiver Einheiten (ohne Schul- und Ergänzungsverbände) der Luftwaffe der Wehrmacht die hier zwischen 1938 und 1945 stationiert waren.
| Von            | Bis            | Einheit                                                                 | Ausrüstung              |
| -------------- | -------------- | ----------------------------------------------------------------------- | ----------------------- |
| Februar 1938   | April 1939     | Stab, I., II./KG 158 (Stab, I. und II. Gruppe des Kampfgeschwaders 158) |                         |
| September 1938 | Oktober 1938   | I./JG 334                                                               | Messerschmitt Bf 109B/D |
| Mai 1939       | August 1939    | Stab, I./KG 76                                                          | Dornier Do 17Z          |
| Februar 1940   | März 1940      | III./KG 54                                                              | Heinkel He 111P         |
| Februar 1941   | Februar 1941   | I./LG 1 (I. Gruppe des Lehrgeschwaders 1)                               | Junkers Ju 88A          |
| März 1941      | Juni 1941      | Stab, I./KG 51                                                          | Junkers Ju 88A          |
| März 1941      | August 1941    | III./KG 51                                                              | Junkers Ju 88A          |
| April 1941     | Juni 1941      | II./KG 51                                                               | Junkers Ju 88A          |
| September 1941 | Dezember 1941  | II./KG 51                                                               | Junkers Ju 88A          |
| Januar 1942    | Mai 1942       | I./KG 76                                                                | Junkers Ju 88A          |
| Juli 1942      | September 1942 | II./ZG 2 (II. Gruppe des Zerstörergeschwaders 2)                        | Messerschmitt Bf 110C/F |
| Februar 1943   | März 1943      | III./KG 76                                                              | Junkers Ju 88A-4        |
| September 1943 | November 1943  | I./LG 1                                                                 | Junkers Ju 88A-4        |
| September 1943 | März 1944      | II./LG 1                                                                | Junkers Ju 88A-4        |
| März 1944      | März 1944      | I./LG 1                                                                 | Junkers Ju 88A-4        |
| März 1944      | Juni 1944      | III./LG 1                                                               | Junkers Ju 88A-4        |
| November 1944  | März 1945      | Teile der 1./KG 200 (1. Staffel des Kampfgeschwaders 200)               |                         |
| Dezember 1944  | März 1945      | II./KG 4                                                                | Heinkel He 111H-20      |
| Januar 1945    | Februar 1945   | III./KG 4                                                               | Heinkel He 111H-20      |

Das Flugfeld wurde von der Sowjetunion als Stützpunkt verwendet, da Österreich keine Flugzeuge konstruieren oder bauen durfte. Zuvor versteckte Segelflugzeuge, die ab 1949 von den Westmächten wieder erlaubt wurden, wurden in die westlichen Zonen geschmuggelt. Ab 1950 wurde der Platz von den sowjetischen Truppen für Strahlflugzeuge adaptiert, Landebefeuerung errichtet und eine Instrumentenfluganlage gebaut. Es waren vor allem MIG 15 stationiert.
Im August 1955 wurde nach dem Staatsvertrag der Flugplatz an die Republik Österreich übergeben. Das neu aufgestellte Bundesheer wollte den Flugplatz aus mehreren Gründen nicht. Einerseits wollte man der Bevölkerung, die im Weltkrieg unter der Stationierung so stark gelitten hatte, diesen Flugplatz nicht antun. Andererseits war er auch aus strategischen Gründen so nahe am Eisernen Vorhang zu unsicher. So übernahmen einige zivile Flugsportvereine den Flugplatz. Erst seit 1961 nutzt auch das Bundesheer wieder den Platz vor allem für die Fallschirmspringerausbildung.
Am 15. und 16. September 2018 feiert die Red Bull Air Race Weltmeisterschaft auf dem Flugplatz Wiener Neustadt/West ihr Comeback in Österreich. „Wir sind dankbar und stolz zugleich, dass das Red Bull Air Race mit dem österreichischen Rennen direkt in der Geburtsstätte der österreichischen und auch europäischen Fliegerei ankommt.“, so Bürgermeister Klaus Schneeberger in einem Pressegespräch anlässlich der Bekanntgabe des Austragungsortes.